# Lobus limbicus
De lobus limbicus is hersenkwab van de grote hersenen. Voornamelijk de gyrus parahippocampalis en de gyrus cinguli, met daartussen als verbindingsstuk de isthmus gyri cinguli, worden als onderdelen van de lobus limbicus gerekend.